# Anadón
Anadón è un comune spagnolo di 18 abitanti situato nella comunità autonoma dell'Aragona.